# SGML-сутність
SGML-су́тність, мнемо́ніка (англ. SGML Entity) — в SGML та побудованих на її основі мовах розмітки даних HTML та XML, іменований фрагмент даних, що асоціюється з документом, або не іменована сутність, що відповідає самому документу. Один раз визначивши, на іменовану сутність можна посилатись в документі шляхом використання посилань на сутності (англ. entity references).
Зазвичай, сутність складається із послідовності одного або більше символів, або енкапсульованих в області існування сутності, або закодованих, та розміщених у зовнішньому текстовому файлі. Такі сутності та посилання на них можна порівняти з макросами, або підключаємими файлами в мовах програмування. Однак, сутності можуть містити і не тільки текст, що розбирається синтаксичним аналізатором; сутності можуть містити і бінарні файли, що включаються до документа лише за посиланням, а назва сутності є значенням атрибуту типа сутності (англ. ENTITY-type attribute).

## Синтаксис
Сутність визначається шляхом декларації сутності в частині визначення типу документа (англ. Document Type Definition, DTD). Наприклад:
```
<
!ENTITY вітання1 "Hello world">

<
!ENTITY вітання2 SYSTEM "file:///hello.txt">

<
!ENTITY % вітання3 "¡Hola!">

<
!ENTITY вітання4 "%вітання3; means Hello!">
```

В цьому фрагменті DTD задекларовано наступне:
- Існує загальна внутрішня сутність, що має назву «вітання1» та містить рядок «Hello world».
- Існує загальна зовнішня сутність, що має назву «вітання2» та місить текст, що знаходиться в ресурсі з ідендифікатором URI «file:///hello.txt».
- Існує внутрішня параметризована сутність з назвою «вітання3» та містить рядок «¡Hola!».
- Існує внутрішня загальна сутність з назвою «вітання4» та містить рядок «¡Hola! means Hello!».

### Зовнішні посилання
- [Архівовано 1 грудня 2008 у Wayback Machine.] Entity Management in SGML(англ.)